# Josef Kohout (ragbista)
Pod pseudonymem Josef Kohout psal český básník, literární kritik a překladatel Hanuš Bonn
Josef Kohout (25. dubna 1910 Radošovice u Vlašimi – 31. července 2001) byl jedním z propagátorů ragby v Čechách. V roce 1944 založil v Říčanech dodnes fungující klub RC Říčany, který dnes hraje na stadionu nesoucím jeho jméno (Stadion Josefa Kohouta. Kohout hrál za klub RC Sparta Praha i reprezentaci.
Jeho vnuk v Tomáš Kohout hrál v roce 1996 v prvním mužstvu, když RC Říčany získal svůj první titul mistra republiky, v letech 2015 a 2016 se stal koučem roku mládeže v letech 2015 a 2016 (také v RC Říčany).